# Jaume Montfort i Heras
Jaume Montfort i Heras (Viladecans, 1952) és un metge i polític socialista i l'ex alcalde de Viladecans. Va ser batlle de Viladecans durant 22 anys des de 1983 fins a 2005. És llicenciat en medicina i té un postgrau en lideratge d'organitzacions de la Salut tots dos per la Universitat de Barcelona i un Màster en Direcció de Serveis de Salut per ESADE.
Montfort va accedir a l'alcaldia al 1983 substituint a Miguel García Fenosa (PSC). Miguel García Fenosa va ser obligat a dimitir per part del Partit dels Socialistes de Catalunya pel seu processament per un presunte delicte de frau continuat en relació al Banco Filatélico Nacional. Va ser en aquell moment quan Montfort va ser proposat pel PSC per ser el batlle de Viladecans.
Entre les seves obres més característiques realitzades durant el seu mandat destaca, en especial, la construcció de l'Atrium Viladecans: un centre multimodal amb tres sales de teatre, pistes de pàdel, camp de futbol, piscina coberta, jacuzzi, gimnàs, solàrium i botigues de restauració.
Quan va deixar l'alcaldia al novembre de 2005 (essent substituït per Carles Ruiz Novella com a batlle de la ciutat) va passar a exercir de president i gerent delegat del Sistema d'Emergències Mèdiques, una empresa pública adscrita al Servei Català de la Salut.